# Худайшукуров, Атаджан
Атаджан Худайшукуров (узб. Отажон Худойшукуров; 4 октября 1944, Турткуль, Каракалпакстан — 22 декабря 1994, Ургенч) — узбекский певец, музыкант, поэт, композитор и актёр. Заслуженный артист Каракалпакстана (1967), Народный артист Каракалпакстана (1969), лауреат Государственной премии Узбекской ССР имени Хамзы Хакимзаде (1974), Народный артист Узбекской ССР (1977), Народный артист Татарской АССР (1981), Народный артист Туркменистана (1993).

## Биография
Атаджан Худайшукуров родился в 1944 году в Турткуле. Учился в средней школе №1 имени Ломоносова в Турткуле.
Он учился у известных узбекских певцов К.Атаниязова, Ж.Бекчонова.
Исполнял песни («Феруз I—II», «Хоразм Сегоҳи», «Бозургоний», «Кушчинор», «Гулузорим», «Самарқанд ушшоғи»), поэмы «Кимни севар ёрисан», «Баҳром ва Гуландом» дан «Айрилиқ», «Авазхон» и др.
Лауреат Государственной премии имени Хамзы (1974).
Скончался 22 декабря 1994 года в городе Турткуль.

## Награды и звания
- Орден «За бескорыстную службу»  (24 августа 2021, посмертно) — за незабываемые заслуги в укреплении духовных основ суверенитета нашей Родины, повышении культуры народа, утверждении в обществе ценностей добра и справедливости, патриотизма и толерантности, неповторимую и яркую творческую деятельность, верность идеям национальной независимости, богатое наследие потомкам, плодотворный жизненный путь и образцовые человеческие качества, оставившие глубокий след в сердце народа[1]
- Народный артист Узбекской ССР (1977)
- Народный артист Туркменистана (1993)
- Народный артист Татарской АССР (1981)
- Народный артист Каракалпакской АССР (1969)
- Заслуженный артист Каракалпакской АССР (1967)
- Государственная премия Узбекской ССР имени Хамзы (1974)[2]